# Heinzelmann Emma
Heinzelmann Emma (Nyírbátor, 1930. március 14. –) Munkácsy-díjas magyar grafikus, illusztrátor.

## Életútja
Kezdetben kosztümtervezőnek készült. 1950-ben végzett ruhatervező szakon a Török Pál utcai Kisképzőben, mely 1946–1950 kötött Szépmíves Lyceum néven működött. Mestere Farkas György keramikus, festő- és szobrászművész volt. A nagy múltú, híres intézmény 2016-tól Képző- és Iparművészeti Szakgimnázium és Kollégium. Saját maga így nyilatkozott:

„Főiskolára többszöri nekifutásra sem vettek fel. 1955-től dolgozom mint – már – grafikus, illetve gyermekkönyv-illusztrátor. Úgy egyébként kis gyermekkorom óta – csak rajzolok, akkor magamnak, most nem mindig. – Amit Somogyi József mondott nekem – hogy »egy képzőművész igazán csak úgy 40 év körül (főleg, után) érik azzá« – addigra mélységek is bejöhettek ahhoz, hogy mélyebb legyen az is, amit csinálok.”

 Az alkalmazott grafikának szinte valamennyi területét kipróbálta. Készített plakátokat, emléklapokat, tervezett lemezborítót, levelezőlapot, reklámgrafikát, diafilmet, animációs- és rajzfilmeket. Rajzai megjelentek többek között a Dörmögő Dömötör és a Kisdobos c. gyermeklapokban is. Könyvillusztrációin gyermekek egész nemzedéke nőtt fel, Wilhelm Hauff vagy Hans Christian Andersen meséit olvasva. Mesekönyveit, rajzait határainkon túl is ismerik. Közel 80 mesekönyvet illusztrált.
Egyéni grafikáiban sokszor groteszk, fanyar elemek érvényesülnek, figurái játékosan ironikusak. Stílusán belül változatos előadásmód jellemzi: sokféle módon készülnek rajzai ceruzarajztól az akvarellen át kollázstechnikáig, a dekoratív folthatástól a csipkeszerű vonalrajzig. Nem idegen tőle egyfajta szecessziós hatás, de mindig egyéni. Sohasem volt szépelgő, de az évek múltával színvilága megváltozott, ezzel is igazolva Somogyi József korábban idézett sorait, amit a képzőművészekről gondolt. Számos egyéni kiállítása volt, csoportosan több mint 10 évig a Papp-Gábor-csoport tagjaként a Dorottya utcában láthatták alkotásait.
2009-ben a Holnap Könyvkiadó gondozásában megjelent Székely András művészettörténész könyve Heinzelmann Emma: rajzba álmodott mesék címmel.

## Díjai, elismerései
- Lot-díj (Nemzetközi Plakátbiennálé, Varsó) (1972)
- Művelődésügyi Minisztérium nívódíja (1977, 1979)
- Brnói Grafikai Biennálé (Bronz-díj) (1980)
- Munkácsy-díj (1984)
- Év Gyermekkönyve díj (1984)
- IBBY Andersen-diploma (1988)
- Hamburg életműdíja (1990)
- Csillag Albert-díj (1992)
- Ferenczy Noémi-díj (2005)

## Kiállítások
Fontosabb egyéni kiállításai:
- Gondolat Könyvesbolt, Budapest (1965)
- Művelődési Központ, Nyíregyháza (1974)
- Kisgaléria, Komárom (1982)
- Műcsarnok, Budapest. (1990)
- Vác (2010)

Válogatott csoportos kiállításai:
- Nemzetközi Gyermekkönyv Vásár és Kiállítás, Bologna (1971-1975)
- Nemzetközi Grafikai Biennálé, Brünn (1966-1985)
- BIB (Gyermekkönyv illusztráció biennálé.), Pozsony (1970-1985)
- XXXVI. Velencei Biennálé, Velence (1972)
- IV. Nemzetközi Plakátbiennálé, Varsó (1972)
- Nemzetközi Plakáttriennálé (B) (1972-1974)
- Hétköznap", grafikai kiállítás, KK (1975)
- Kalligráfia és tipográfia, Kulturális Kapcsolatok Intézete, Budapest (1977)
- "Falrahányt borsó", grafikai kiállítás, Kulturális Kapcsolatok Intézete, Budapest.(1978)
- Nemzetközi Plakáttriennálé (B) (1978)
- Országos Plakát Kiállítások, Műcsarnok, Budapest (1978)(1980)
- Nemzetközi Plakátkiállítás (IR) (1979)

## Diafilmek
Mesék Heinzelmann Emma rajzaival:
- A part alatt (1981)
- Libabuli (1981)
- Kis trombitát vegyenek (1982)
- A brémai muzsikusok (1985)
- Lipunyuska (1985)
- Sanyi manó és Huhú varázsló (1985)
- Bolondoska Ivanuska (1986)
- Karácsonykereső (1986)
- Az ördög három aranyhajszála (1986)
- Többsincs királyfi (1987)
- A tűzszerszám (1988)

## Rajzfilmek
Heinzelmann Emma tervezőgrafikusként az alábbi animációs filmekben vett részt:
- Varjúdombi mesék magyar rajzfilm sorozat, (1978)
- Varjúdombi meleghozók magyar rajzfilm sorozat, (1988)

## Fontosabb könyvillusztrációi
- A tengerlépő cipő (1959)
- Világszép népmesék 1-2. (1962)
- Medgyesi Károly: Rigóbölcsőde (1962)
- Mikes Lajos.: Sanyi manó könyve (1963)
- M. Aymé: Nem ér a nevem (1964)
- Mándy Stefánia: Ikrek könyve (1964)
- Bartócz Ilona: Barbara utcája (1966)
- Grimm: Rigócsőr (1966)
- Wilhelm Hauff: Hauff legszebb meséi (1966)
- Zöld levelecske (1967)
- Hárs László: Égből pottyant nagypapa (1967)
- Vera Ferra-Mikura:Tizenkettő: nem egy tucat! (1968)
- Első meséskönyvem (1969)
- Második meséskönyvem (1969)
- Csukás István: Mirr-Murr kandúr (1969)
- Móra Ferenc: A kóchuszár (1970)
- Hárs László: Jutka és a cseretündér (1971)
- Csukás István: Pintyőke cirkusz, világszám! (1971)
- Szélördög (1971)
- Tündérek, törpék, táltosok (1973)
- Csukás István:A téli tücsök meséi (1974)
- Hárs László:Csupa mese (1974)
- Arany László: Pancimanci (1974)
- H. C. Andersen:Andersen legszebb meséi (1975)
- Tarbay Ede:Varjúdombi mesék (1975)
- Gyurkovics Tibor: Vers a Mikuláshoz (1975)
- A kis ködmön (1976)
- Kormos István: A pincérfrakk-utcai cicák (1976)
- Csatlós János: Az aranyláncon függő kastély (1977)
- Hiszi a piszi (1982)
- Tarbay Ede: Kunkori és a kandúrvarázsló (1984)
- Béres Attila: Karácsonykereső (1984)
- Kányádi Sándor Világlátott egér (1985)
- Illyés Gyula: Ilók és Mihók (1986)
- Kányádi Sándor: Virágon vett vitéz (2001)